# Імператор Кендзо
Імператор Кендзо́ (яп. 顕宗天皇, けんぞうてんのう, кендзо тенно; 450 — 2 червня 487) — 23-й Імператор Японії, синтоїстське божество. Роки правління: 1 лютого 485 — 2 червня 487. Онук імператора Рітю і другий син принца Ітінобе-но Осіха.
Замолоду звався принцем Воке. 456 року його батька, що був офіційним спадкоємцем імператора Анко, було вбито принцем Охацусе-но Вакатакеру, що захопив трон як імператор Юряку. У свою чергу Воке разом зі старшим братом Оке втік до Акасі в куні Харіма. Тут вони сховалися й стали видавати себе за пастухів.
Згідно хронікі «Кодзікі» після смерті імператора Сейнея, що не мав спадкоємців, частина сановників запросили принцесу Їтойо, що перебувала у храмі Цуносасі в Осінумі (Казурагі), яку оголосили імператрицею. Після виявлення Воке та його брата Їтойо втратила владу. Але згідно хроніки «Ніхон Сьокі» Воке та його брата Оке було виявлено вже на початку правління імператора Сейнея, який всиновив братів та оголосив спадкоємцями. Після смерті останнього Воке і Оке відмовилися перебрати владу. На цей час регентом стала їх тітка — принцеса Їтойо, яка зреклася влади після сходження на трон Воке. Усі ці історії, на думку дослідників, свідчать про якійсь складнощами зі спадкуванням трону чи можливу боротьбу за владу між Їтойо та Воке, яких ймовірно підтримували різні клани знаті. Тим більше принцеса Їтойо померла вже у 485 році. 
Своєю резиденцією обрав Тікацу Асука-но Яцурі-но-мія (近飛鳥八釣宮) поблизу сучасних Осаки чи Нари. Невдовзі переховав рештки загиблого батька у гробниці серед інших поховань імператорського роду. Після смерті імператора трон посів його старший брат, принц Оке, що відомий як імператор Нінкен..